# Devulkanisatie
Devulkanisatie of ontvulkanisatie is het verbreken van de verbindingen (zwavelbruggen) tussen de elastomeren van rubber, zoals deze door vulkanisatie tot stand zijn gekomen.
Devulkanisatie wordt toegepast bij rubberrecycling, teneinde de elasticiteit weer te herkrijgen, zodat het rubber opnieuw vorm gegeven kan worden.
De klassieke techniek om rubber te devulkaniseren is door blootstelling aan verhoogde temperatuur en druk in een autoclaaf.
Alternatieve technieken betreffen:
- Mechanische devulkanisatie,
- Solventgebaseerde devulkanisatie, door toevoeging van 2-butanol, gepatenteerd in 1999 door Goodyear
- Ultrasone devulkanisatie
- Bacteriële devulkanisatie

Door devulkanisatie zijn voor het hergebruikte rubber meer toepassingen te vinden dan indien dit rubber enkel wordt gegranuleerd. 
Wel is het mogelijk om na granulatie het oppervlak van de rubberkorrels reactief te maken. In dit geval kan men, zonder bindmiddel, op beperkte wijze vormgeven aan een hiermee vervaardigd product.
In Nederland vindt men een devulkanisatie-installatie in Maastricht onder de naam Rubber Resources, voortgekomen uit de voormalige Rubberfabriek Radium.

## Externe bron
- Devulkanisatie